# Fântâna Mică, Bârzula
Fântâna Mică (în ucraineană Малий Фонтан, transliterat: Malîi Fontan) este un sat în comuna Cuialnic din raionul Bârzula, regiunea Odesa, Ucraina.

## Demografie
Componența lingvistică a localității Fântâna Mică
     Ucraineană (80,02%)
     Rusă (13,65%)
     Română (5,57%)
     Alte limbi (0,44%)
Conform recensământului din 2001, majoritatea populației localității Fântâna Mică era vorbitoare de ucraineană (80,02%), existând în minoritate și vorbitori de rusă (13,65%) și română (5,57%).